# Чемпіонат світу з футболу 1974 (група 3)
Матчі Групи 3 першого групового етапу чемпіонату світу з футболу 1974 відбувалися з 15 по 23 червня 1974 року на стадіонах у Дортмунді, Ганновері і Дюссельдорфі.
За результатами жеребкування до Групи 3 потрапили збірні Нідерландів (з Кошика 1-Західна Європа), Болгарії (Кошик 2-Східна Європа), Уругваю (Кошик 3-Південна Америка) та Швеції (Кошик 4-Решта світу).
Путівки до другого групового етапу здобули нідерландські і шведські футболісти.

## Турнірне становище
| Поз | Команда    | І | В | Н | П | ГЗ | ГП | РГ | О | Кваліфікація                      |
| --- | ---------- | - | - | - | - | -- | -- | -- | - | --------------------------------- |
| 1   | Нідерланди | 3 | 2 | 1 | 0 | 6  | 1  | +5 | 5 | Вихід до другого групового раунду |
| 2   | Швеція     | 3 | 1 | 2 | 0 | 3  | 0  | +3 | 4 | Вихід до другого групового раунду |
| 3   | Болгарія   | 3 | 0 | 2 | 1 | 2  | 5  | −3 | 2 |                                   |
| 4   | Уругвай    | 3 | 0 | 1 | 2 | 1  | 6  | −5 | 1 |                                   |

## Матчі
Час матчів зазначений за місцевим часом (CET)

### Уругвай — Нідерланди
Гра проходила за ініціативи команди Нідерландів, яка змогла відзначитися вже в одній із перших атак, у якій Джонні Реп перестрибнув опонентів і ударом головою замкнув навіс з правого флангу. Повівши у рахунку, європейці продовжували домінувати, гостро атакуючи і змушуючи суперників раз-по-раз зупиняти їх із порушеннями правил. Врешті-решт такий стиль гри в обороні завершився для уругвайців вилученням на 69-ій хвилині їх півзахисника Хуліо Монтеро Кастільйо. Опинившись у більшості, нідерландці впевнено довели гру до перемоги, причому за чотири хвилини до її завершення Реп забив свій другий гол, цього разу ударом ногою.
| 15 червня 1974 16:00 CET |

| Уругвай | 0–2      | Нідерланди  |
| ------- | -------- | ----------- |
|         | Протокол | Реп 7', 86' |

| Нідерсаксенштадіон, Ганновер Глядачів: 55,100 Арбітр: Карой Палотаї (Угорщина) |

| Уругвай | Нідерланди |

|                  |    |                         |     |     |
|                  |    |                         |     |     |
| ВР               | 1  | Ладислао Мазуркевич     |     |     |
| ЗХ               | 4  | Пабло Форлан            | 50' |     |
| ЗХ               | 2  | Бауділіо Хаурегі        |     |     |
| ЗХ               | 3  | Хуан Карлос Масник (к)  | 65' |     |
| ЗХ               | 6  | Рікардо Павоні          |     |     |
| ПЗ               | 18 | Вальтер Мантегацца      | 25' |     |
| ПЗ               | 5  | Хуліо Монтеро Кастільйо | 69' |     |
| ПЗ               | 8  | Віктор Еспарраго        |     |     |
| НП               | 7  | Луїс Кубілья            |     | 64' |
| НП               | 9  | Фернандо Морена         |     |     |
| НП               | 10 | Педро Роча              |     |     |
| Заміни:          |    |                         |     |     |
| НП               | 19 | Деніс Мілар             |     | 64' |
| Головний тренер: |    |                         |     |     |
| Роберто Порта    |    |                         |     |     |

|                  |    |                 |  |
|                  |    |                 |  |
| ВР               | 8  | Ян Йонгблуд     |  |
| ЗХ               | 20 | Вім Сюрбір      |  |
| ЗХ               | 17 | Вім Рейсберген  |  |
| ЗХ               | 2  | Арі Ган         |  |
| ЗХ               | 12 | Руд Крол        |  |
| ПЗ               | 13 | Йоган Нескенс   |  |
| ПЗ               | 6  | Вім Янсен       |  |
| ПЗ               | 3  | Вім ван Ганегем |  |
| НП               | 16 | Джонні Реп      |  |
| НП               | 14 | Йоган Кройф (к) |  |
| НП               | 15 | Роб Ренсенбрінк |  |
| Головний тренер: |    |                 |  |
| Рінус Міхелс     |    |                 |  |

| Асистенти арбітра: Павло Казаков (СРСР) Ніколае Райня (Румунія) |

### Швеція — Болгарія
Нульова нічия стала закономірним результатом гри, у якій обидві команди насамперед дбали про захист власних воріт. Болгарам вдалося нейтралізувати Уве Чіндваля і габаритного Ральфа Едстрема, а їх найнебезпечніший нападник Христо Бонєв був активним, проте постійно знаходився під наглядом шведських захисників. Найближчим до взяття воріт був півзахисник збірної Болгарії Георгій Денев, чий удар влучив у поперечину воріт.
| 15 червня 1974 16:00 CET |

| Швеція | 0–0      | Болгарія |
| ------ | -------- | -------- |
|        | Протокол |          |

| Рейнштадіон, Дюссельдорф Глядачів: 23,800 Арбітр: Едісон Перес Нуньєс (Перу) |

| Швеція | Болгарія |

|                  |    |                   |  |     |
|                  |    |                   |  |     |
| ВР               | 1  | Ронні Гельстрем   |  |     |
| ЗХ               | 2  | Ян Ульссон        |  |     |
| ЗХ               | 3  | Кент Карлссон     |  |     |
| ЗХ               | 5  | Бйорн Андерссон   |  |     |
| ПЗ               | 6  | Уве Гран          |  |     |
| ПЗ               | 7  | Бу Ларссон        |  |     |
| ПЗ               | 8  | Конні Торстенссон |  |     |
| ПЗ               | 14 | Стаффан Таппер    |  |     |
| НП               | 9  | Уве Чіндваль      |  | 73' |
| НП               | 10 | Ральф Едстрем     |  |     |
| НП               | 11 | Роланд Сандберг   |  |     |
| Заміни:          |    |                   |  |     |
| ПЗ               | 15 | Бенно Магнуссон   |  | 73' |
| Головний тренер: |    |                   |  |     |
| Йорг Еріксон     |    |                   |  |     |

|                  |    |                   |  |     |
|                  |    |                   |  |     |
| ВР               | 1  | Румянчо Горанов   |  |     |
| ЗХ               | 4  | Стефан Величков   |  |     |
| ЗХ               | 5  | Божил Колев       |  |     |
| ЗХ               | 6  | Димитар Пенєв     |  |     |
| ПЗ               | 7  | Войн Войнов       |  | 75' |
| ПЗ               | 11 | Георгій Денев     |  |     |
| ПЗ               | 17 | Аспарух Никодимов |  |     |
| ПЗ               | 18 | Цоньо Василев     |  |     |
| ПЗ               | 19 | Кирил Івков       |  |     |
| НП               | 8  | Христо Бонєв (к)  |  |     |
| НП               | 15 | Павел Панов       |  | 73' |
| Заміни:          |    |                   |  |     |
| ЗХ               | 13 | Младен Василев    |  | 73' |
| ПЗ               | 9  | Атанас Михайлов   |  | 75' |
| Головний тренер: |    |                   |  |     |
| Христо Младенов  |    |                   |  |     |

| Асистенти арбітра: Альфонсо Гонсалес Арчундія (Мексика) Говіндасамі Суппія (Сінгапур) |

### Болгарія — Уругвай
Гра проходила у постійній боротьбі, проте з мінімумом небезпечних моментів. Пожвавлення відбулося лише у другій половині другого тайму. Спочатку свіжий нападник Атанас Михайлов, що незадовго до того з'явився на полі, був близьким до забитого гола, а згодом болгари все ж вийшли уперед, коли Христо Бонєв реалізував фланговий навіс від Войнова. Пропустивши, південноамериканці нарешті активізувалися і вже в одній із наступних атак могли зрівняти рахунок, коли Фернандо Морена із двох метрів влучив у груди голкіпера Румянчо Горанова. За хвилину нападник «Пеньяроля» все ж забив, утім із положення поза грою. Але врешті-решт активність уругвайців у нападі була винагороджена забитим м'ячем, автором якого за три хвилини до завершення гри став досвідчений захисник Рікардо Павоні, з чиїм дальнім ударом не зумів впоратися болгарський воротар.
| 19 червня 1974 19:30 CET |

| Болгарія  | 1–1      | Уругвай    |
| --------- | -------- | ---------- |
| Бонєв 75' | Протокол | Павоні 87' |

| Нідерсаксенштадіон, Ганновер Глядачів: 13,400 Арбітр: Джек Тейлор (Англія) |

| Болгарія | Уругвай |

|                  |    |                   |    |     |
|                  |    |                   |    |     |
| ВР               | 1  | Румянчо Горанов   |    |     |
| ЗХ               | 4  | Стефан Величков   |    |     |
| ЗХ               | 5  | Божил Колев       |    |     |
| ЗХ               | 6  | Димитар Пенєв     |    |     |
| ПЗ               | 7  | Войн Войнов       |    |     |
| ПЗ               | 11 | Георгій Денев     |    |     |
| ПЗ               | 17 | Аспарух Никодимов |    | 59' |
| ПЗ               | 18 | Цоньо Василев     | 9' |     |
| ПЗ               | 19 | Кирил Івков       |    |     |
| НП               | 8  | Христо Бонєв (к)  |    |     |
| НП               | 15 | Павел Панов       |    |     |
| Заміни:          |    |                   |    |     |
| НП               | 9  | Атанас Михайлов   |    | 59' |
| Головний тренер: |    |                   |    |     |
| Христо Младенов  |    |                   |    |     |

|                  |    |                     |     |     |
|                  |    |                     |     |     |
| ВР               | 1  | Ладислао Мазуркевич |     |     |
| ЗХ               | 2  | Бауділіо Хаурегі    |     |     |
| ЗХ               | 4  | Пабло Форлан        |     |     |
| ЗХ               | 6  | Рікардо Павоні      |     |     |
| ЗХ               | 14 | Луїс Гарісто        |     | 73' |
| ПЗ               | 8  | Віктор Еспарраго    | 44' |     |
| ПЗ               | 10 | Педро Роча          |     |     |
| ПЗ               | 18 | Вальтер Мантегацца  |     | 62' |
| НП               | 9  | Фернандо Морена     |     |     |
| НП               | 11 | Ромео Корбо         |     |     |
| НП               | 19 | Деніс Мілар         |     |     |
| Заміни:          |    |                     |     |     |
| ЗХ               | 3  | Хуан Карлос Масник  |     | 62' |
| ПЗ               | 16 | Альберто Кардаччо   |     | 73' |
| Головний тренер: |    |                     |     |     |
| Роберто Порта    |    |                     |     |     |

| Асистенти арбітра: Доган Бабаджан (Туреччина) Клаус Омсен (ФРН) |

### Нідерланди — Швеція
Збірна Швеції у своїй другій грі на турнірі не зуміла забити, проте й залишила свої ворота недоторканими, зберігши дуже гарні шанси на вихід до другого групового етапу. Що до нідерландців, які свою першу гру виграли, то нічия у другій виводила їх до наступного раунду майже напевно, тож вони відіграли дуже прагматично, пов'язуючи свої надії в атаці більше з індивідіуальною майстерністю Кройфа, ніж з масованими атаками.
| 19 червня 1974 19:30 CET |

| Нідерланди | 0–0      | Швеція |
| ---------- | -------- | ------ |
|            | Протокол |        |

| Зігналь Ідуна Парк, Дортмунд Глядачів: 53,700 Арбітр: Вернер Вінземанн (Канада) |

| Нідерланди | Швеція |

|                  |    |                 |     |     |
|                  |    |                 |     |     |
| ВР               | 8  | Ян Йонгблуд     |     |     |
| ЗХ               | 6  | Вім Янсен       |     |     |
| ЗХ               | 12 | Руд Крол        |     |     |
| ЗХ               | 17 | Вім Рейсберген  |     |     |
| ЗХ               | 20 | Вім Сюрбір      |     |     |
| ПЗ               | 2  | Арі Ган         |     |     |
| ПЗ               | 3  | Вім ван Ганегем |     | 73' |
| ПЗ               | 13 | Йоган Нескенс   |     |     |
| НП               | 14 | Йоган Кройф (к) |     |     |
| НП               | 9  | Піт Кейзер      |     |     |
| НП               | 16 | Джонні Реп      | 72' |     |
| Заміни:          |    |                 |     |     |
| ПЗ               | 7  | Тео де Йонг     |     | 73' |
| Головний тренер: |    |                 |     |     |
| Рінус Міхелс     |    |                 |     |     |

|                  |    |                     |     |     |
|                  |    |                     |     |     |
| ВР               | 1  | Ронні Гельстрем     |     |     |
| ЗХ               | 2  | Ян Ульссон          |     | 75' |
| ЗХ               | 3  | Кент Карлссон       |     |     |
| ЗХ               | 4  | Бйорн Нордквіст (к) | 36' |     |
| ЗХ               | 5  | Бйорн Андерссон     | 74' |     |
| ПЗ               | 6  | Уве Гран            | 86' |     |
| ПЗ               | 7  | Бу Ларссон          |     |     |
| ПЗ               | 14 | Стаффан Таппер      |     | 61' |
| ПЗ               | 16 | Інге Ейдерстедт     |     |     |
| НП               | 10 | Ральф Едстрем       |     |     |
| НП               | 11 | Роланд Сандберг     |     |     |
| Заміни:          |    |                     |     |     |
| ПЗ               | 21 | Ер'ян Перссон       | 68' | 61' |
| ЗХ               | 13 | Роланд Гріп         |     | 75' |
| Головний тренер: |    |                     |     |     |
| Йорг Еріксон     |    |                     |     |     |

| Асистенти арбітра: Курт Ченшер (ФРН) Клайв Томас (Уельс) |

### Болгарія — Нідерланди
Нідерландці, яким для виходу до наступного раунду було достатньо нічиєї і які вже у своїй попередній грі не викладалися на 100%, у заключній грі першого групового етапу все ж продемонстрували яскравий приклад тотального футболу і практично не дали суперникам шансів на позитивний результат. Стартова активність підопічних Міхелса принесла результат вже на п'ятій хвилині, коли болгари лише ціною порушення правил у власному карному майданчику зупинили Йогана Кройфа, а Йоган Нескенс потужним ударом реалізував пенальті. Той же Нескенс подвоїв перевагу своєї команди під завісу першого тайму, знову забивши з одинадцяти метрів, цього разу після порушення правил на Янсені.
Другий тайм також проходив за домінування збірної Нідерландів, третій гол у складі якої на 71-ій хвилині забив Джонні Реп, скориставшись черговою помилкою захисту болгарів. На 78-ій хвилині їх відставання утім скоротилося до двох голів, коли Руд Крол, перериваючи простріл, зрізав м'яч у власні ворота. Однак фінальний рахунок все ж точніше відобразив розподіл сил на полі, адже наприкінці гри нідерландці відзначилися й четвертим голом у ворота суперників — ударом головою у падінні відзначився Тео де Йонг.
| 23 червня 1974 16:00 CET |

| Болгарія      | 1–4      | Нідерланди                                        |
| ------------- | -------- | ------------------------------------------------- |
| Крол 78' (аг) | Протокол | Нескенс 5' (пен.), 44' (пен.) Реп 71' де Йонг 88' |

| Зігналь Ідуна Парк, Дортмунд Глядачів: 53,300 Арбітр: Тоні Бошкович (Австралія) |

| Болгарія | Нідерланди |

|                  |    |                  |     |     |
|                  |    |                  |     |     |
| ВР               | 21 | Стефан Стайков   |     |     |
| ЗХ               | 4  | Стефан Величков  | 44' |     |
| ЗХ               | 5  | Божил Колев      |     |     |
| ЗХ               | 6  | Димитар Пенєв    |     |     |
| ПЗ               | 7  | Войн Войнов      |     |     |
| ПЗ               | 10 | Іван Стоянов     |     | 45' |
| ПЗ               | 11 | Георгій Денев    | 67' |     |
| ПЗ               | 18 | Цоньо Василев    |     |     |
| ПЗ               | 19 | Кирил Івков      |     |     |
| НП               | 8  | Христо Бонєв (к) |     |     |
| НП               | 15 | Павел Панов      |     | 55' |
| Заміни:          |    |                  |     |     |
| ПЗ               | 9  | Атанас Михайлов  |     | 45' |
| ПЗ               | 20 | Красимир Борисов |     | 55' |
| Головний тренер: |    |                  |     |     |
| Христо Младенов  |    |                  |     |     |

|                  |    |                 |     |     |
|                  |    |                 |     |     |
| ВР               | 8  | Ян Йонгблуд     |     |     |
| ЗХ               | 6  | Вім Янсен       | 5'  |     |
| ЗХ               | 12 | Руд Крол        |     |     |
| ЗХ               | 17 | Вім Рейсберген  |     |     |
| ЗХ               | 20 | Вім Сюрбір      |     |     |
| ПЗ               | 2  | Арі Ган         |     |     |
| ПЗ               | 3  | Вім ван Ганегем | 22' | 46' |
| ПЗ               | 13 | Йоган Нескенс   |     | 79' |
| НП               | 14 | Йоган Кройф (к) | 29' |     |
| НП               | 15 | Роб Ренсенбрінк |     |     |
| НП               | 16 | Джонні Реп      |     |     |
| Заміни:          |    |                 |     |     |
| ПЗ               | 5  | Рінус Ісраел    |     | 46' |
| ПЗ               | 7  | Тео де Йонг     |     | 79' |
| Головний тренер: |    |                 |     |     |
| Рінус Міхелс     |    |                 |     |     |

| Асистенти арбітра: Фердінанд Біверзі (ФРН) Вальтер Ешвайлер (ФРН) |

### Швеція — Уругвай
Обидві команди, розуміючи, що на кону вихід до наступної стадії турніру, розпочали матч дуже обережно, зосередившись на захисті власних воріт і чатуючи на помилку суперника. Першими такої помилки на самому початку другого тайму припустилися гравці Уругваю, залишивши Ральфа Едстрема без опіки на дальній штанзі власних воріт, звідки той потужним ударом замкнув якісну передачу. Пропущений м'яч змусив південноамериканців активізувати свої атакувальні дії, раз-по-раз залишаючи супернику гарні можливості для швидких контратак. Атаки уругвайців успіху все ж не принесли, натомість на 70-их хвилинах вони пропустили два випади шведської команди і зазнали розгромної поразки.
| 23 червня 1974 16:00 CET |

| Швеція                        | 3–0      | Уругвай |
| ----------------------------- | -------- | ------- |
| Едстрем 46', 77' Сандберг 74' | Протокол |         |

| Рейнштадіон, Дюссельдорф Глядачів: 28,300 Арбітр: Еріх Лінемайр (Австрія) |

| Швеція | Уругвай |

|                  |    |                     |  |     |
|                  |    |                     |  |     |
| ВР               | 1  | Ронні Гельстрем     |  |     |
| ЗХ               | 3  | Кент Карлссон       |  |     |
| ЗХ               | 4  | Бйорн Нордквіст (к) |  |     |
| ЗХ               | 5  | Бйорн Андерссон     |  |     |
| ЗХ               | 13 | Роланд Гріп         |  |     |
| ПЗ               | 6  | Уве Гран            |  |     |
| ПЗ               | 7  | Бу Ларссон          |  |     |
| ПЗ               | 15 | Бенно Магнуссон     |  | 60' |
| НП               | 9  | Уве Чіндваль        |  | 76' |
| НП               | 10 | Ральф Едстрем       |  |     |
| НП               | 11 | Роланд Сандберг     |  |     |
| Заміни:          |    |                     |  |     |
| ПЗ               | 22 | Томас Альстрем      |  | 60' |
| ПЗ               | 8  | Конні Торстенссон   |  | 76' |
| Головний тренер: |    |                     |  |     |
| Йорг Еріксон     |    |                     |  |     |

|                  |    |                     |     |     |
|                  |    |                     |     |     |
| ВР               | 1  | Ладислао Мазуркевич |     |     |
| ЗХ               | 2  | Бауділіо Хаурегі    | 21' |     |
| ЗХ               | 4  | Пабло Форлан        |     |     |
| ЗХ               | 6  | Рікардо Павоні      |     |     |
| ЗХ               | 14 | Луїс Гарісто        |     | 46' |
| ПЗ               | 8  | Віктор Еспарраго    |     |     |
| ПЗ               | 10 | Педро Роча          |     |     |
| ПЗ               | 18 | Вальтер Мантегацца  |     |     |
| НП               | 9  | Фернандо Морена     |     |     |
| НП               | 11 | Ромео Корбо         |     | 43' |
| НП               | 19 | Деніс Мілар         |     |     |
| Заміни:          |    |                     |     |     |
| ПЗ               | 7  | Луїс Кубілья        |     | 43' |
| ЗХ               | 3  | Хуан Карлос Масник  |     | 46' |
| Головний тренер: |    |                     |     |     |
| Роберто Порта    |    |                     |     |     |

| Асистенти арбітра: Вісенте Льобрегат (Венесуела) Гайнц Альдінгер (ФРН) |